# 砂岩行动
砂岩行动（英語：Operation Sandstone）是美国在1948年進行的核试验行動，是美国继三位一体行动和十字路口行动后的第三次核试验。与十字路口行动相同的是该试验亦在太平洋试验场进行，而与之不同的是这次试验是由美国原子能委员会负责的，军队只起到辅助作用。实验目的也有所不同，这次试验主要为测试原子弹的新设计，而非测试原子弹的效果。砂岩行动共在1948年4月到5月间进行了三次核试验，10,366名人员参与了核试，其中9,890人为军人。
砂岩行动成功测试了新的原子弹爆心，随后取代了旧有的核弹设计。在砂岩行动的第三次试验前旧爆心结构就已停止生产，所有的资源开始集中在新型Mk 4原子彈的生产上，该原子弹是第一种大批量生产的核武器。砂岩行动带来的收获是美国有效地利用了裂变材料，使美国的核武器储量从1948年6月的56枚上升至1949年6月的169枚。

## 核试验
| 名称  | 日期（GMT）          | 位置                    | 核武器当量 | 附注   |
| ----- | -------------------- | ----------------------- | ---------- | ------ |
| X-Ray | 1948年4月30日 18:17  | 埃内韦塔克环礁 Engebi岛 | 37千吨     | 核裂变 |
| Yoke  | 1948年5月14日 18:09  | 埃内韦塔克环礁 Aomon岛  | 49千吨     | 核裂变 |
| Zebra | 1952年11月16日 18:04 | 埃内韦塔克环礁 Runit岛  | 18千吨     | 核裂变 |

## 图像

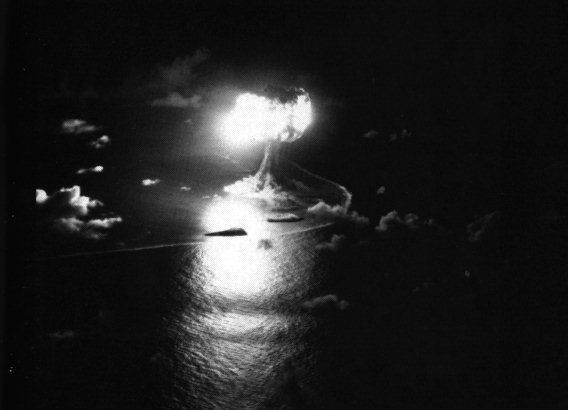
X-Ray
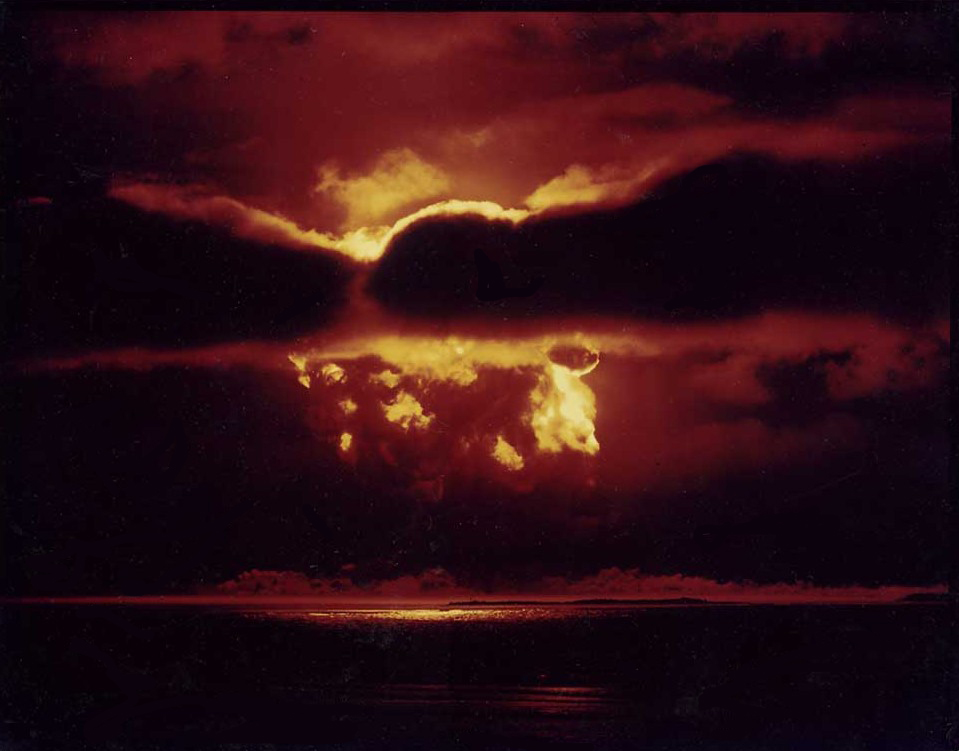
Yoke
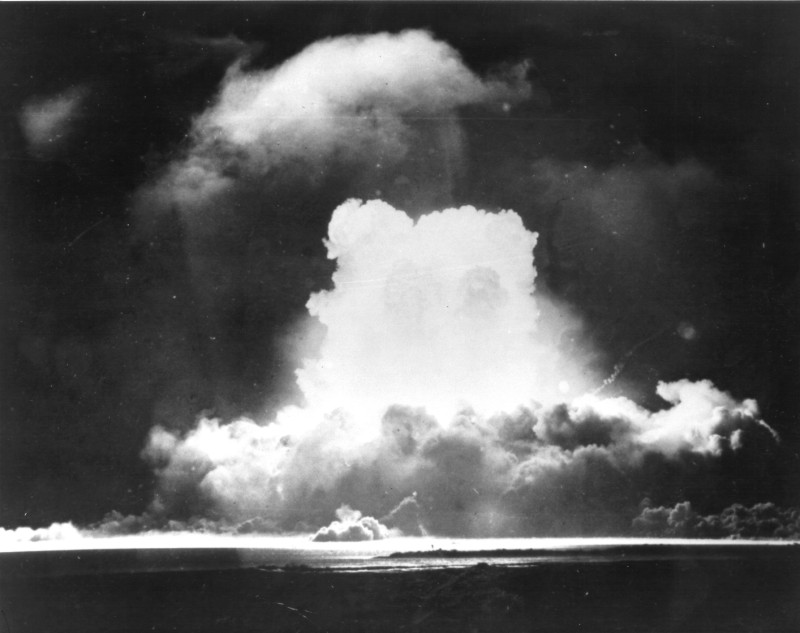
Zebra